# Naumaquia

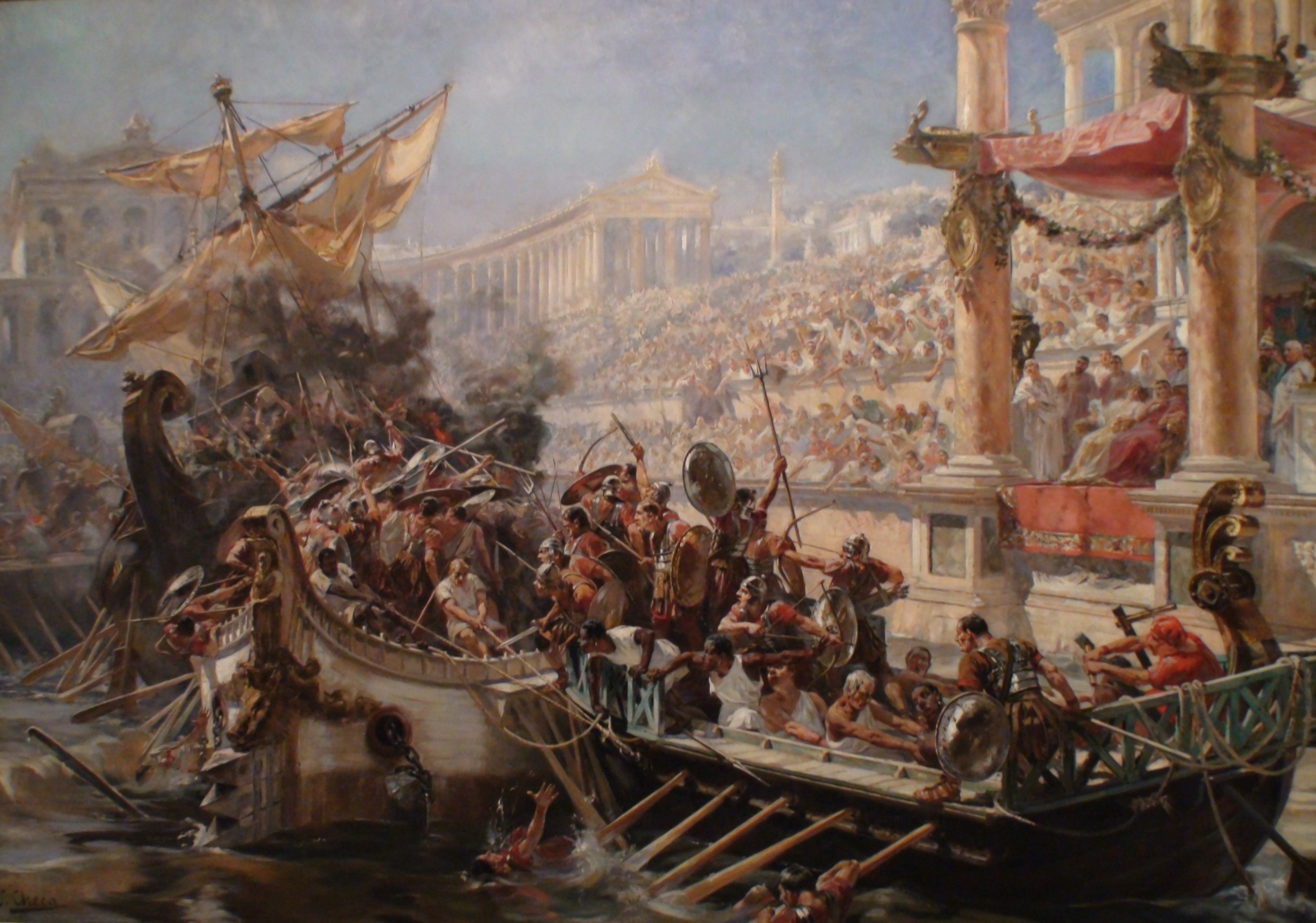
La naumaquia (combate naval entre romanos) de Ulpiano Checa. Óleo sobre lienzo, 125,6 x 200,5 cm. Esta obra fue presentada en la Sociedad Nacional de Bellas Artes de París, en 1894. Obtuvo la medalla de oro en la Exposición Internacional de Atlanta en 1895.

La palabra naumaquia (en latín naumachia, del griego antiguo ναυμαχία/naumajía, literalmente «combate naval») designaba, en época romana, tanto al espectáculo en el que se representaba una batalla naval, como a la cuenca hidrográfica o al lugar donde se llevaba a cabo.

## Las primeras naumaquias
La primera naumaquia conocida fue la ofrecida por Julio César al pueblo de Roma en el 46 a. C., durante la celebración de su cuádruple triunfo. Tras haber hecho construir una piscina cerca del Tíber, capaz de albergar auténticas birremes, trirremes y cuatrirremes, la representación movilizó a dos mil combatientes y cuatro mil remeros, reclutados entre los prisioneros de guerra. En el 2 a. C., durante la inauguración del templo de Marte Ultor, Augusto ofreció una naumaquia que tomó como modelo la celebrada por César. Como Augusto mismo recuerda en Res Gestæ (§ 23), hizo construir en la margen derecha del Tíber una piscina en la que se enfrentaron 3.000 hombres (sin contar los remeros), 30 navíos dotados de espolón y numerosas unidades más pequeñas.
Claudio organizó en el 52 d. C. una naumaquia en una vasta extensión natural de agua, el lago Fucino, para inaugurar los trabajos de drenaje del mismo. Los luchadores, unos 19000 hombres, eran en su mayoría condenados a muerte. Gracias a Suetonio y a su obra Vidas de los doce césares (Claudio, XXI, 1214), sabemos que los naumachiarii (los combatientes en las naumaquias), saludaron al emperador antes del combate con una frase que posteriormente se haría famosa: Morituri te salutant (‘Los que van a morir te saludan’). Aunque una tradición errónea haya hecho considerar que ésta era la fórmula ritual con la que los gladiadores se dirigían al emperador antes del combate, tan sólo se tiene constancia de su empleo durante la celebración de esta naumaquia.
Tácito nos ofrece una descripción del espectáculo que allí pudo verse:

Por la misma época, tras cortar el monte que hay entre el lago Fucino y el río Liris, y a fin de que una obra tan colosal pudiera ser visitada por las masas, se organiza una batalla naval en el mismo lago, tal como en otro tiempo había hecho Augusto con ocasión de la construcción de un embalse al otro lado del Tíber, aunque con naves ligeras y una tropa menos numerosa. Claudio armó trirremes y cuatrirremes y también a diecinueve mil hombres; había hecho rodear el perímetro del lago con balsas para que no quedara escapatoria alguna, pero eso sí, delimitando un espacio para las maniobras de los remos, las artes de los pilotos, los ataques de las naves y las demás acciones propias del combate. En las balsas se habían apostado manípulos y escuadrones de las cohortes pretorianas y en la parte delantera se habían montado unas plataformas para disparar desde ellas las catapultas y ballestas. El resto del lago lo ocupaban los marineros en naves cubiertas. Una multitud innumerable llenó las riberas, las colinas y las partes elevadas de los montes, como si de un teatro se tratara; unos procedían de los municipios próximos y otros de la Ciudad misma, llevados por la mera curiosidad o por honrar al príncipe. Éste, vestido con un manto llamativo, y a su lado Agripina, con una clámide dorada, ocuparon la presidencia. Se peleó, a pesar de ser entre malhechores, con un espíritu propio de valientes guerreros y, tras muchas heridas, se les perdonó la vida.
Tácito

Así pues, las naumaquias eran espectáculos más sangrientos aún que las luchas de gladiadores, que implicaban menos efectivos, y en los que los combates no terminaban sistemáticamente con la muerte de los vencidos. Para ser más exactos, el nacimiento de las naumaquias está estrechamente ligado a la aparición, ligeramente anterior, de otro espectáculo, el «combate de tropas», que enfrentaba no a parejas de combatientes, sino a dos pequeños ejércitos. También en este caso, los combatientes eran a menudo condenados a muerte sin ningún entrenamiento específico, no auténticos gladiadores. Lo único que hizo César, creador de la naumaquia, fue trasladar el principio de este espectáculo de batallas a un decorado naval.
Sin embargo, al contrario de los combates de tropas, las naumaquias tenían la particularidad de desarrollar temas históricos o pseudohistóricos. Así cada una de las flotas que se enfrentaban encarnaba a un pueblo famoso por su poderío marítimo en la Grecia clásica o en el Oriente helenístico: las flotas de Egipto y Tiro para la naumaquia de César, Persia y Atenas en la de Augusto, navíos de Sicilia y Rodas en la de Claudio. Por otra parte, las naumaquias necesitaban de medios considerables para su realización, superiores incluso a los necesarios para la celebración de los mayores combates de tropas, por lo que los espectáculos de naumaquias se reservaban para ocasiones excepcionales, estrechamente ligadas a las celebraciones del emperador, sus victorias y sus monumentos. El carácter del espectáculo y de sus batallas, tomadas de la historia del mundo griego, explica que rápidamente fueran designadas con el término genérico de naumaquia (el término en latín empleado para designar una batalla naval era “navalia proelia”). Este término es una transcripción fonética de la palabra griega que designa una batalla naval (ναυμαχία / naumakhía). Posteriormente la misma palabra pasó a utilizarse para designar también las enormes piscinas necesarias para la celebración de estos espectáculos.

## La naumaquia, el edificio
La naumaquia de César, cuya localización exacta en Roma es todavía objeto de hipótesis, fue sin duda un simple foso excavado en la ribera del Tíber.
La naumaquia de Augusto, sin embargo, es más conocida: en Res Gestæ (23), el propio Augusto indica que la piscina medía 1800 x 1200 pies romanos (aproximadamente 533 x 355 m). Por Plinio (Historia natural, 16, 200) sabemos que en el centro de estas piscinas, muy probablemente de forma rectangular, existía una isla unida al borde por un puente. Es muy probable que este fuera el lugar reservado para los espectadores más importantes.
Teniendo en cuenta las medidas de esta piscina y las dimensiones de un trirreme (alrededor de 35 x 4,90 m), la treintena de navíos utilizados no podría maniobrar en el agua. Por otra parte, considerando que la tripulación de un trirreme romano estaba compuesta por unos 170 remeros y entre 50 y 60 soldados embarcados, un rápido cálculo permite concluir que para alcanzar la cifra de 3000 hombres, los navíos de la naumaquia de Augusto tuvieron que llevar embarcados bastantes más combatientes que una verdadera flota. El espectáculo estaría entonces más en la presencia de los barcos en la inmensa piscina y en el combate cuerpo a cuerpo entre las tropas que no en las maniobras de las embarcaciones.
No fue así en la naumaquia de Claudio. Las dos flotas que se enfrentaron estaban compuestas cada una por 50 embarcaciones, lo que corresponde al número de unidades que formaban las flotas militares con base en Miseno y Rávena durante el Alto Imperio. Por otra parte, gracias a la gran extensión del lago Fucin, del que sólo se utilizó una parte, claramente delimitada para la ocasión, los navíos pudieron realizar varias maniobras de aproximación y embestida. La naumaquia de Claudio reprodujo con detalle un auténtico combate naval.
Según Frontino (De aquis urbis Romæ, 11, 1-2 : opus naumachiæ), las necesidades de agua de la naumaquia de Augusto y de los jardines vecinos del Trans Tiberim fue la principal razón de la construcción de la Aqua Alsietina: una gran conducción descubierta que recorría las pendientes de Janículo sobre el monasterio de San Cosimato. Este supone el principal testimonio arqueológico sobre la localización de la naumaquia, del acueducto y del bosque de los Césares. Existen varias hipótesis concurrentes acerca de la localización exacta del monumento: la más reciente lo ubica entre la Vía Aurelia al norte y la iglesia de San Francesco a Ripa al sur, en el lazo del Tíber. El viaducto de la época republicana descubierto en la Vía Aurelia, cerca de San Crisogono, podría entonces haber servido de canal de vaciado de la piscina.
La vida de la naumaquia augusta fue relativamente corta: fue rodeada y en parte reemplazada desde el reinado de Augusto (Suetonio, Augusto, 43, 1) por el nemus Cæsarum (Bosque sagrado de los Césares), más tarde rebautizado como «Bosque de Cayo y Lucio» (Dión Casio, 66, 25, 3). Esta vasta zona fue probablemente ocupada por construcciones desde finales del siglo I.

## Las naumaquias en anfiteatros

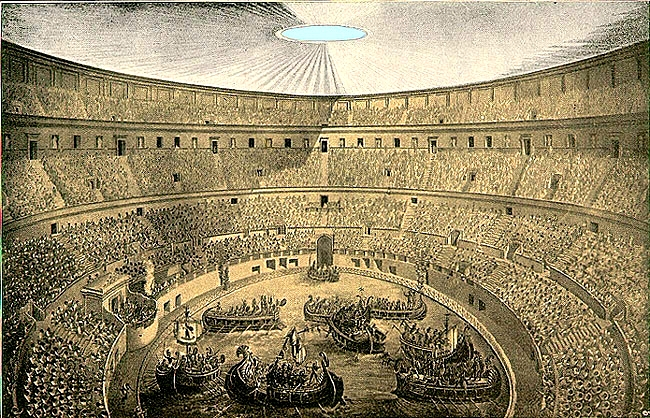
La Naumaquia en el Coliseo de Roma.

Durante el reinado de Nerón aparece una novedad: la naumaquia en anfiteatro. Suetonio (Nerón, XII, 2-6) y Dión Casio (Historia romana, LXI, 9, 5) dan fe de la presentación de un espectáculo de combate naval en 57 d. C., en el anfiteatro de madera inaugurado a tal fin por el último de los Julio-Claudios. De la construcción en sí, no se sabe nada, salvo que estaba situada en el Campo de Marte. Nerón ofreció otra naumaquia en el año 64. Fue precedida de luchas con animales y posteriormente tuvo lugar un combate de gladiadores, para terminar con un gran banquete (Dión Casio, LXII, 15, 1). No se sabe dónde tuvieron lugar estos juegos. Probablemente se realizaran en el mismo anfiteatro de madera, puesto que ningún texto menciona su destrucción antes del gran incendio de Roma que ocurriría poco después.
Para la inauguración del Coliseo, en el año 80, Tito ofreció dos naumaquias, una celebrada en la piscina de Augusto, en la que se enfrentaron varios miles de hombres; la otra en el nuevo anfiteatro (Dión Casio, LXVI, 25, 1-4). Finalmente, según Suetonio (Domiciano, IV, 6-7), el emperador Domiciano organizó una naumaquia en el Coliseo, sin duda hacia el año 85, y otra en el 89 en una nueva piscina excavada más allá del Tíber, aprovechando la piedra extraída para su utilización en las obras de reparación del gran circo, dos de cuyos lados habían sido pasto de las llamas. Muy probablemente fue entre la primera y la segunda naumaquia de Domiciano cuando se construyó la compleja red subterránea de habitaciones de servicio que aún hoy puede observarse en el Coliseo y que haría imposible inundar el recinto para celebrar naumaquias.
La superficie de la arena del Coliseo era de alrededor de 79,35 x 47,20 m, muy lejos por tanto de las dimensiones de la piscina de Augusto. Las naumaquias de anfiteatro no podían por tanto tener la amplitud de anteriores espectáculos. Se puede intuir que tomarían la forma de una confrontación entre las tripulaciones de dos reproducciones de navíos de guerra, de tamaño real o casi, pero sin que pudieran ni maniobrar ni flotar realmente. Se sabe en efecto que tanto en anfiteatros como teatros se utilizaban decorados de barcos, a veces dotados de mecanismos con el fin de simular un naufragio. (Tácito, Anales, XIV, 6, 1 ; Dión Casio LXI, 12,2).

## La inundación de los anfiteatros
Pero el método empleado para la inundación del recinto motiva numerosos interrogantes. Efectivamente un anfiteatro no estaba destinado específicamente a la celebración de espectáculos acuáticos y debía seguir disponible para las cacerías y los combates de gladiadores. La rápida alternancia entre espectáculos terrestres y acuáticos parece haber sido la principal atracción de esta innovación. Dión Casio la subraya a propósito de las naumaquias ofrecidas por Nerón (LXI, 9, 5) y Marcial en relación con las que Tito llevó a cabo en el Coliseo (Libro de Espectáculos, XXIV). El solo estudio de las fuentes escritas no aporta ninguna información acerca de cómo se llevaba a cabo en la práctica esta inundación.
La arqueología se topa con el obstáculo de la profunda transformación del subsuelo del Coliseo (la construcción de numerosos túneles y mazmorras bajo la arena del Coliseo, lo que se conoce como el hipogeo) y sólo dos edificios de las provincias, los de Verona y Mérida, pueden aportar algunos elementos de información de carácter técnico.

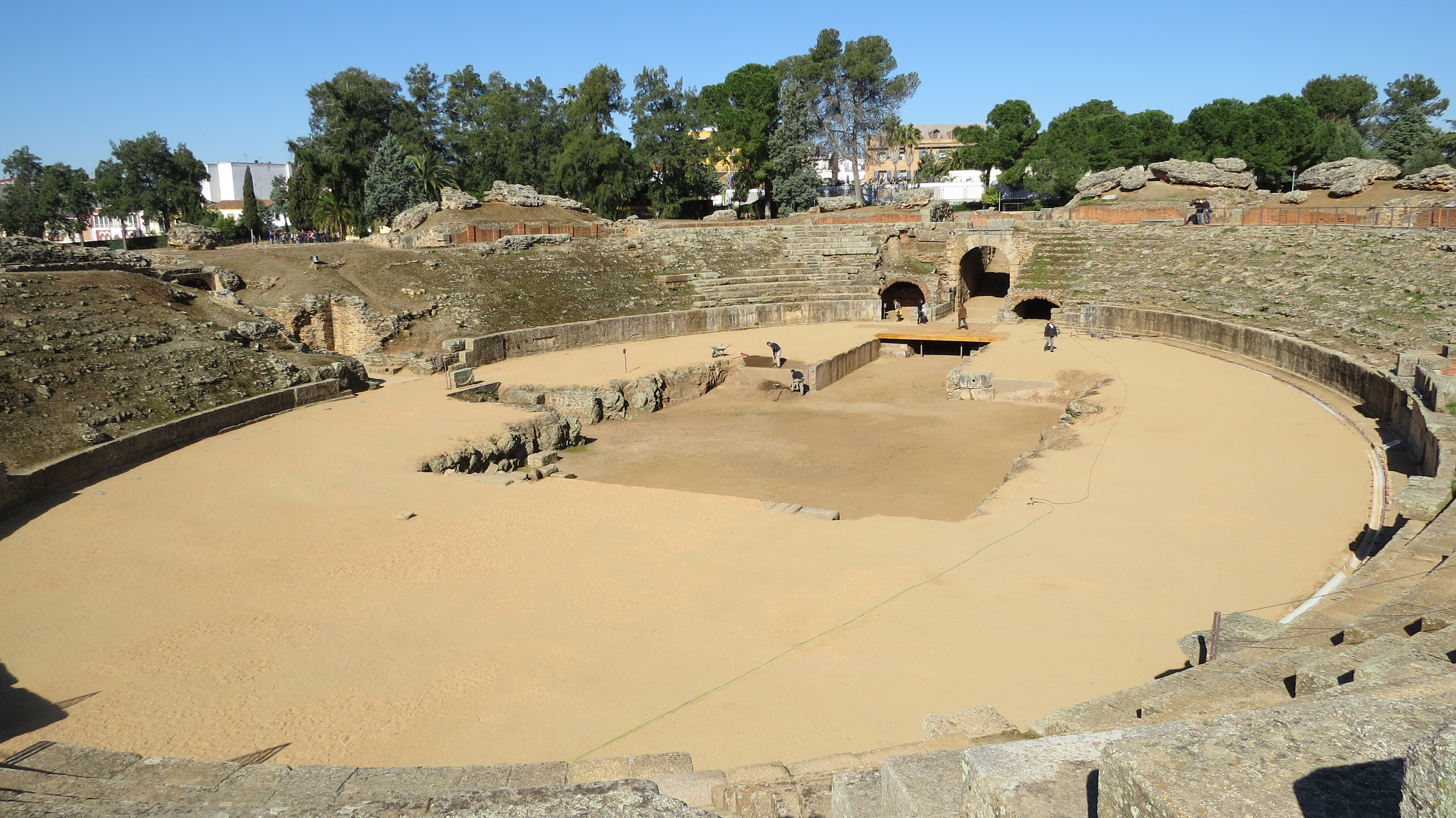
El Anfiteatro de Mérida.

El foso central del anfiteatro de Verona era de una profundidad muy inferior a la de las habitaciones auxiliares construidas bajo la arena. Podría tratarse de una piscina. Estaba dotado de dos conductos axiales. Uno de ellos circulaba directamente bajo la galería oeste de la arena y, puesto que carecía de comunicación con los canales de evacuación de las aguas pluviales, debía de estar conectado a un acueducto que alimentaba la piscina. El conducto este, que circulaba a mayor profundidad, debía estar destinado a evacuar las aguas hasta el Adige. La arena del anfiteatro de Mérida revela un foso todavía menos profundo que el de Verona, 1,5 m. Esto descarta completamente la idea de que se tratara de una habitación de servicio subterránea, puesto que su altura es inferior a la de un hombre de pie. Esta piscina estaría provista de escaleras y de un revestimiento estanco análogo al de las piscinas de las termas. También tenía dos conductos axiales. El del lado oeste debía estar conectado a un acueducto que pasaba cerca del edificio (el acueducto San Lázaro).
Las dimensiones de estas dos piscinas no permitirían la celebración de naumaquias, ni siquiera en su versión simplificada: la de Mérida mide 18,55 x 3,70 m. Tan sólo podrían ofrecerse espectáculos acuáticos más modestos. En consecuencia, aun suponiendo que el Coliseo hubiese dispuesto de una piscina análoga antes de las obras de remodelación, habría que suponer que para representar las naumaquias se haría desbordar ligeramente la piscina a fin de dar la impresión de una capa de agua que cubría toda la superficie de la arena que rodeaba los dos barcos.

## El fin de las naumaquias
La aparición de estas nuevas técnicas provocó inicialmente la multiplicación de las naumaquias. Las fechas así lo indican claramente. Entre la celebrada por César y la de Augusto y entre ésta y la de Claudio, transcurrió alrededor de medio siglo. Por el contrario, las seis naumaquias siguientes, que en su mayoría se celebraron en anfiteatros, se celebraron en 30 años. Menos costosas en el plano material y humano, estas naumaquias podían representarse más a menudo. Menos grandiosas, supondrían un momento importante, pero no excepcional, de los juegos. La iconografía atestigua también esta moda de las naumaquias. Entre la veintena de representaciones de batallas navales en la pintura romana, casi todas pertenecen al cuarto estilo pompeyano de la época de Nerón y de los emperadores de la dinastía flavia.

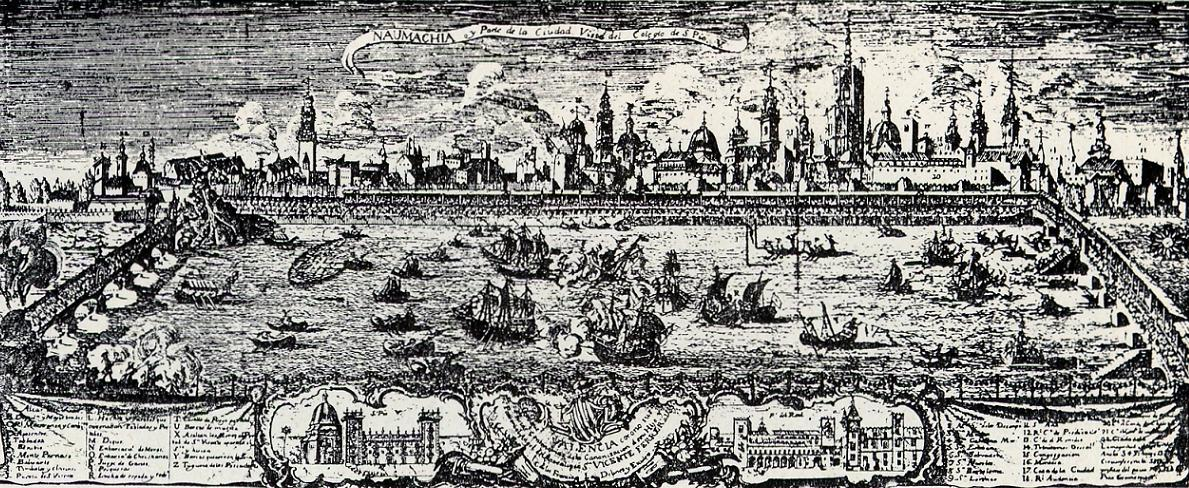
Naumaquia que se celebró en 1755 en Valencia, entre los puentes de la Trinidad y del Real, con motivo del centenario de la canonización de San Vicente Ferrer.

Después de la época de los Flavios, las naumaquias desaparecen de los textos casi por completo. Excluyendo una mención en la Historia Augusta, una fuente tardía y poco fiable, solo leemos acerca de otra naumaquia en el Calendario de Fastos de Ostia gracias al cual sabemos que Trajano inauguró en 109 una naumaquia destinada a la celebración de combates navales. Esta edificación fue localizada en el siglo XVIII en una planicie del Vaticano, detrás del Castillo Sant'Angelo. Excavaciones posteriores han permitido completar un plano del recinto. Estaba dotada de graderíos y su superficie, si se admite una proporción razonable entre su longitud y su anchura, vendría a suponer 1/6 de la de la naumaquia de Augusto. Sin ninguna referencia escrita al respecto, cabría suponer que solo fue utilizada durante el gobierno de Trajano.
Sin embargo, si se creen ciertas fuentes del Bajo Imperio y la persistencia en la zona del monumento del topónimo "naumaquia" o "dalmaquia" durante la Edad Media, es probable que el edificio siguiera en pie en el siglo V. Por otra parte, la existencia de una gradería a su alrededor hace suponer que la representación de los espectáculos tenía cierta regularidad. Considerando que, según los Fastos de Ostia, el espectáculo inaugural del recinto involucró a 127 parejas de gladiadores, puede pensarse que al igual que ocurre con el anfiteatro el carácter más reducido del espacio disponible en la piscina de Trajano llevó a simplificar el decorado naval, basándose la espectacularidad del evento en la calidad de los combates singulares librados en este caso por auténticos gladiadores y no por una masa de prisioneros sin preparación. Bajo esta forma, y disponiendo de un lugar de celebración específico, la naumaquia pudo subsistir varios siglos sin que las fuentes que nos han trasladado los espectáculos de la época, ya de por sí menos numerosos desde la época de los Antoninos, la consideraran digna de mención, puesto que ya habían perdido su carácter excepcional e impresionante.
En las provincias, la influencia de las naumaquias romanas es perceptible esencialmente a través de algunas justas náuticas locales, completamente inofensivas. Una competición de nombre "naumaciva" surge a partir de la época flavia en los concursos disputados por los efebos atenienses durante las Panateneas. Vino a reemplazar a las regatas que se celebraban con anterioridad como preludio a estas celebraciones. Si se cree a Ausonio (Moselle, 200-2,29), la juventud de los alrededores también celebraba una naumaquia en el río Mosela.

## Naumaquias post romanas
- En el siglo XIII, los monarcas del Reino de Granada realizaban naumaquias en la gran alberca del Alcázar Genil.[3][4]
- En 1550, Enrique II de Francia celebró una naumaquia en Ruan.
- En 1755 se celebró en Valencia una naumaquia entre los puentes del Real y de la Trinidad, con motivo del centenario de la canonización de San Vicente Ferrer.
- En 1807 se celebró en Milán una naumaquia en honor a Napoleón.
- En el Parc Monceau de París existe una naumaquia rodeada de una columnata.
- Durante el siglo XVII en el Estanque Grande de los Jardines del Retiro de Madrid.
- Durante los siglos XVIII y XIX, en varios parques de Inglaterra se simulaban batallas navales con barcos a escala, que también recibían el nombre de naumaquias.
- En 1993, obra Gladiators del Festival de Teatro Clásico de Mérida en el anfiteatro romano de esta ciudad.
- Entre 2004 y 2007, el grupo La Fura dels Baus desarrolló su espectáculo Naumaquia, una tetralogía que recorrió mares y océanos en un viejo buque de la marina mercante noruega en un innovador modelo de teatro ambulante. Según su propia definición, el viaje del Naumon fue una "suma de espectáculos que toman como eje un escenario insólito, un barco, y como consigna el viaje".[5]

### Naumaquias en la ficción
En el libro Those about to Die de Daniel P. Mannix, puede leerse una detallada descripción de una naumaquia celebrada durante el reinado del emperador Claudio en un lago cercano a la ciudad, a fin de ofrecer un entretenimiento al pueblo romano.
En la película dirigida por Ridley Scott, Gladiator 2 (2024), una de las escenas de combate en la que participa el personaje principal es una naumaquia, si bien algunos aspectos no son del todo fieles a la realidad.